# Смужка Бекке

Окси-плівка на вугільних зернах. Аншліф.

Окси-плівка на вугільних зернах. Аншліф.

Смужка Бекке (рос. полоска Бекке, англ. Becke line, нім. Becke-Bänder n) — оптичне явище ясної смужки, яке виникає при мікроскопічних дослідженнях у поляризованому світлі вздовж лінії стику двох речовин, які мають різні показники заломлення.
Приклади: лінія стику двох мінералів, що мають різні показники заломлення, лінія вздовж окси-плівки на поверхні мінералу, металу.